# ادونچر سافت
ادونچر سافت (انگلیسی: Adventure Soft) شرکت بازی ویدئویی بریتانیایی است، که در سال ۱۹۹۲ تأسیس شد.